# Gualterio Enrique Ahrens
Gualterio Enrique Ahrens (* 27. Dezember  1906 in Buenos Aires; † 27. September 1981 ebenda) war ein argentinischer Brigadegeneral und Botschafter.

## Leben
Gualterio Enrique Ahrens war der Sohn von Paula Pluck und Heinrich Ahrens. Er heiratete 1930 Carolina Elsa Copello ihre Kinder waren Mario und Carola A. de Solanas. Er besuchte die deutsche Grund- und Oberschule in Belgrano und belegte einzelne Fächer auf der Belgranodeutschen Schule. Er besuchte die argentinische Militärakademie und wurde 1927 Leutnant der Artillerie; 1936 machte er auf der Artillerieschule einen Abschluss in Militärwesen und wurde zum Offizier der Artillerie befördert.
1948 war Gualterio Ahrens im argentinischen Büro für Auswanderungsfragen, Marktgasse 49 in Bern unter Legationsrat Enrique Moss beschäftigt. 1949 war er ebenfalls in einer technischen Mission in Frankreich unterwegs. Anschließend wurde er Vize-Direktor und Professor an der Technischen Hochschule für Militärwesen, 1951 wurde er zum Oberst befördert und Direktor der Artillerieschule. Anschließend wurde er zeitweilig in den Ruhestand versetzt und bis zum Sturz von Juan Perón 1955 in der Privatindustrie beschäftigt. 1958 war er als Brigadegeneral Militärattaché in London unter Alberto María Candioti.
Von 1959 bis zum Sturz von Arturo Frondizi 1962 war er Botschafter in Bonn. 1966 wurde er zum Direktor bei Rheinstahl Hanomag Cura S.A. (Argentinien) gewählt. Das Unternehmen stellte in Bell Ville Traktoren her.

## Veröffentlichungen
- Betrachtungen über die soziale und politische Entwicklung Argentiniens im 19. und 20. Jahrhundert, Argentinische Botschaft, 1961 – 28 S.